# FREAK (歌手)
FREAK（フリーク、英語: FREAK）は、福岡県に活動拠点を置く日本の男性4人組R&Bコーラス・グループである。現在は事務所無所属。レーベルはFROG MUSIC。2012年12月20日結成。

## メンバー
- 中垣悟（Nakagaki Satoru、1990年11月27日（34歳））
佐賀県出身。リーダー。
- 伊藤元樹（Ito Genki、1990年11月29日（34歳））
福岡県出身。メンバーの伊藤勇樹の双子の兄。
- 伊藤勇樹（Ito Yuki、1990年11月29日（34歳））
福岡県出身。メンバーの伊藤元樹の双子の弟。
- 森岡大地（Morioka Daichi、1991年1月23日（34歳））
沖縄県出身。

## 略歴
いずれもFREAK公式サイトを参考とする。

### 2012〜2014年
- 2012年12月20日、結成。
- 2013年12月20日、1st Single「Movin’ On」発売。2曲入りのシングル。
- 2014年7月30日、1st Mini Album「NO TURNING BACK」を発売。7曲入りのミニアルバム。リードトラック「Movin' On」は、CHEMISTRY、SMAP、MISIA、東方神起等への楽曲提供等を手掛ける和田昌哉がプロデュースを担当。

### 2015年
- 6月3日、シングル「わかっとうけん」を発売。本作が初の全国流通シングルとなる。
- 7月8日、配信シングル「I Promise」「Believe Now」2曲同時に発売。いずれも2015年KAB 夏の高校野球応援ソングTV-CM楽曲。
- 10月、熊本・佐賀・小倉（福岡）にて「FREAK 3rd Anniversary Pre-Tour "Road To SING 4 LIFE"」開催。
- 12月16日、1st Full Album「SING 4 LIFE」を発売。和田昌哉が全曲完全プロデュース。またMANABOON、上條頌などがゲスト参加した。
- 12月19日、福岡IMSホールにて「FREAK 3rd Anniversary One Man Live“SING 4 LIFE”」開催。

### 2016年
- 5月11日、シングル「I Feel Good!!!!」を発売。九州朝日放送「ドォーモ」の2016年5月度エンディングテーマ。
- 5月より、鹿児島・熊本・佐賀・福岡の4箇所でツアー「FREAK Live Tour 2016 "Light Your Way"」開催。福岡は自身最大規模となるDRUM LOGOSにて開催された。
- 10月、九州を拠点にする3組 FREAK・四季彼方・Sky's The Limitによる3ワンマンツアー「Groove & Harmony」を開催。それぞれの拠点地、福岡・熊本・沖縄にて開催。
- 11月16日、配信シングル「Beautiful Sunday」発売。RKB毎日放送「今日感テレビ日曜版」エンディングテーマ。
- 12月23日・24日、福岡IMSホールにて2日間に渡るワンマンライブ「FREAK 4th Anniversary One Man Live ”BRING IT ON"」を開催。
- 12月24日、配信シングル「Fukuoka Stand Up feat. Natural Radio Station & LinQ」発売。同郷のレゲエユニットNatural Radio Station、アイドルグループLinQをゲストに迎えた、自身初のコラボレーション楽曲。またミュージック・ビデオに福岡市長・高島宗一郎が出演。

### 2017年
- 2月22日、2nd Full Album「BRING IT ON」を発売。
- 3月11日、自身初となるアコースティックライブ「FREAK White Day Premium Acoustic Live 2017」開催。
- 3月29日、自身初となるLIVE DVD&Blu-ray「FREAK 4th Anniversary One Man Live BRING IT ON」発売。
- 4月5日、FM福岡でレギュラー番組「FREAKのバリカタラナイト」放送スタート。(毎週木曜25:00-25:25放送 2017年4月5日- )
- 4月5日、配信シングル Natural Radio Station「とんこつバリカタ feat.FREAK」発売。
- 6月7日、配信シングル「Crazy Summer Paradise」発売。FM福岡「FREAKのバリカタラナイト」で音源が公開された。
- 6月10日、長崎を皮切りに初となる九州全県ツアー「FREAK Live Tour 2017 “BRING IT ON Extra Round”」を開催。最終公演は福岡DRUM LOGOS。
- 7月1日、福岡・天神の都心界15施設1,500店舗以上が共同開催する"天神夏バーゲン"イメージキャラクターに就任。アカペラで歌う「行くしかないぜ天神バーゲン」という言葉のキャッチーさが受け、福岡の各テレビ局でもCMが公開された。更に7月8日には「天神巡回！FREAK 1日限定弾丸ミニライブツアー」と題し1日で天神の商業施設を11箇所はしごライブ展開し話題になった。
- 7月3日、NBCラジオ佐賀にてレギュラー番組「Radio FREAK」がスタート。（毎週月曜18:20-18:30放送 2017年7月3日-）
- 7月13日、「福岡マラソン2017」大会アンバサダーに就任。「Fukuoka Stand Up feat. Natural Radio Station & LinQ」が大会イメージソングに決定[2]。
- 11月1日、コーラスグループのDEEP YUICHIRO氏をFeatで迎えたバラード「Back Again feat. YUICHIRO from DEEP」配信シングルを発売。配信日である11月1日に、iTunes R&Bチャートでは1位を獲得。
- 12月7日、3rd Full ALBUM「TIME 4 LOVE」を発売。
- 12月23日、福岡イムズホールを皮切りに、結成5周年記念初の東京・沖縄を含むツアー「FREAK 5th Anniversary Live Tour TIME 4 LOVE」を開催。

### 2018年
- 3月23日～25日開催、「チキフェス 2018」アンバサダーに就任。
- 3月28日、LIVE DVD&Blu-ray「FREAK 5th Anniversary Live Tour TIME 4 LOVE」を発売。
- 4月4日、自身初となるカバーアルバム「Covers ～R&B Sessions～」発売。
- 5月5日～6日、2日限りとなるプレミアムライブ「FREAK Premium One Man Live ”Covers ～R&B Sessions～”」開催。
- 6月27日、配信シングル「Oh Yeah!!!!」を発売。NIB長崎国際テレビ「やるバイ!元気宣言2018」イメージソングに決定。
- 7月21日、初となるファンイベント「FREAKとOh Yeah!!!! BBQバスツアー」開催。
- 8月4日、「a-nation 2018」長崎公演に出演。
- 8月19日、「a-nation 2018 supported by dTV & dTVチャンネル」大阪・ヤンマースタジアム長居、オープニングアクト出演。
- 11月4日、初の大阪公演を皮切りに「FREAK Live Tour 2018 “F.O.O.T.”」を大阪、東京、沖縄にて開催。
- 11月17日、地元福岡を音楽で盛り上げる自主企画イベント「FREAK Presents “BASE” Vol.1」を1日限りで開催。
- 11月14日、三ヶ月連続リリース第一弾、配信シングル「初雪」発売。「TENJIN CHRISTMAS MARKET 2018」テーマ曲に決定。
- 12月19日、三ヶ月連続リリース第二弾、配信シングル「FREAKY DISCO feat. TARO SOUL,KEN THE 390」発売。

### 2019年
- 1月30日、三ヶ月連続リリース第三弾、配信シングル「Anthem」発売。
- 2月19日～3月10日ニューアルバム「THE FREAK」リリース記念、kawara CAFE＆DINING 福岡パルコ店 × FREAK コラボ開催。
- 2月20日、4th Full Album「THE FREAK」発売。
- 4月27日～29日、二度目となる「チキフェス2019」アンバサダーに就任。楽曲「Family」がCMソングに決定。
- 5月26日、初となるZeepワンマンライブ「Live 2019 THE FREAK」開催。
- 9月11日、配信シングル「Empty」発売。
- 10月30日、配信シングル「Feel the moment」発売。「福岡マラソン2019」イメージソングに決定。
- 11月2日より「FREAK LIVE HOUSE TOUR 2019 －BRING BACK THE TIME－」東京・大阪・九州全県、ライブハウスツアーを開催。
- 11月10日、二度目となる「福岡マラソン2019」大会アンバサダーに就任。メンバー全員フルマラソン完走。

### 2020年
- 3月30日、LIVE DVD「FREAK Live 2019 “THE FREAK” at Zepp Fukuoka」発売。

## 作品

### シングル
- 2016年5月11日発売「I Feel Good!!!!」
- 2015年6月3日発売「わかっとうけん」
- 2013年12月20日発売「Movin’ On」

### アルバム
- 2019年2月20日発売「THE FREAK」
- 2018年4月4日発売「Covers ～R&B Sessions～」
- 2017年12月6日発売「TIME 4 LOVE」
- 2017年2月22日発売「BRING IT ON」
- 2015年12月16日発売「SING 4 LIFE」
- 2014年7月30日発売「NO TURNING BACK」

### 配信限定
- 2020年6月10日配信「記憶 -Still in love-」
- 2019年10月30日配信「Feel the moment」
- 2019年9月11日配信「Empty」
- 2019年1月30日配信「Anthem」
- 2018年12月19日配信「FREAKY DISCO feat. TARO SOUL,KEN THE 390」
- 2018年11月14日配信「初雪」
- 2018年6月27日配信「Oh Yeah!!!!」
- 2017年11月1日配信「Back Again feat. YUICHIRO from DEEP」
- 2017年6月7日配信「Crazy Summer Paradise」
- 2016年12月24日配信「Fukuoka Stand Up feat. Natural Radio Station & LinQ」
- 2016年11月16日配信「Beautiful Sunday」
- 2015年12月2日配信「誓いの歌」
- 2015年7月8日配信「Believe Now」
- 2015年7月8日配信「I Promise」

### DVD / Blu-ray
- 2020年3月30日発売「FREAK Live 2019 “THE FREAK” at Zepp Fukuoka」
- 2018年3月28日発売「FREAK 5th Anniversary Live Tour TIME 4 LOVE」
- 2017年3月29日発売「FREAK 4th Anniversary One Man Live BRING IT ON」

## ライブ

### 2014年
- 2014年3月27日(木)FREAK 1st One Man Live "Movin'On" 　福岡INSA
- 2014年7月26日(土)2nd One Man Live "NO TURNING BACK"　福岡INSA
- 2014年12月25日(木)3rd One Man Live "White Soul Xmas"　福岡BEAT STATION

### 2015年

#### FEEL the FREAK(無料ライブイベント)
- 2015年3月30日(月)①開場15:00 / 開演16:00　②開場18:00 / 開演19:00　福岡BEAT STATION

#### FREAK 3rd Anniversary Pre-Tour "Road To SING 4 LIFE"
- 2015年10月04日(日)開場17:30 / 開演18:00　熊本B.9 V2
- 2015年10月10日(土)開場17:30 / 開演18:00　佐賀RAG-G
- 2015年10月12日(月・祝)開場17:30 / 開演18:00　小倉あるあるCity B1Fスタジオ

#### FREAK 3rd Anniversary One Man Live “SING 4 LIFE”
- 2015年12月19日(土)開場16:00 / 開演17:00　福岡イムズホール

### 2016年

#### FREAK Live Tour 2016 "Light Your Way
- 2016年5月14日(土)開場16:30 / 開演 17:00　鹿児島SRホール
- 2016年5月15日(日)開場16:30 / 開演 17:00　熊本B.9 V2
- 2016年5月28日(土)開場16:30 / 開演 17:00　佐賀RAG-G
- 2016年6月19日(日)開場16:30 / 開演 17:00　福岡DRUM LOGOS

#### 3マンライブツアー「Groove & Harmony」(出演：FREAK、四季彼方、Sky's The Limit)
- 2016年10月14日(金)開場18:30 / 開演 19:00　福岡DRUM Be-1
- 2016年10月16日(日)開場16:30 / 開演 17:00　熊本B.9 V2
- 2016年10月21日(金)開場18:30 / 開演 19:00　沖縄Output

#### FREAK 4th Anniversary One Man Live ”BRING IT ON”
- 2016年12月23日(金・祝)・24日(土)@福岡イムズホール

### 2017年

#### FREAK White Day Premium Acoustic Live 2017
- 2017年3月11日(土)①開場14:30 / 開演15:00 ②開場18:30 / 開演19:00　福岡Gate’s 7

#### FREAK Live Tour 2017 “BRING IT ON Extra Round”
- 6月10日(土)開場17:30 / 開演18:00　長崎Be-7
- 6月11日(日)開場16:30 / 開場17:00　佐賀RAG・G
- 6月17日(土)開場17:30 / 開演18:00　大分Be-0
- 6月18日(日)開場16:30 / 開場17:00　熊本B.9 V2
- 7月01日(土)開場17:30 / 開演18:00　鹿児島SRホール
- 7月02日(日)開場16:30 / 開場17:00　宮崎SR BOX
- 7月14日(金)開場18:00 / 開場19:00　福岡DRUM LOGOS

#### FREAK 5th Anniversary Live Tour TIME 4 LOVE
- 2017年12月23日(土・祝)開場16:00 開演17:00　福岡イムズホール
- 2018年1月13日(土) 開場16:30 開演17:00　東京Vuenos
- 2018年1月20日(土) 開場16:30 開演17:00　沖縄Output

### 2018年

#### FREAK Premium One Man Live ”Covers ～R&B Sessions～”
- 2018年5月5日(土)開場16:00 / 開演17:00 　福岡イムズホール
- 2018年5月6日(日)開場15:00 / 開演16:00 　福岡イムズホール

#### FREAK Live Tour 2018 “F.O.O.T.”
- 2018年11月04日(日)開場16:30 / 開演17:00　心斎橋FANJ twice
- 2018年11月11日(日)開場16:30 / 開演17:00　代官山LOOP
- 2018年11月24日(土)開場16:30 / 開演17:00　那覇Output

#### FREAK Presents “BASE” Vol.1
- 2018年11月17日(土)開場16:00 / 開演17:00　福岡イムズホール

### 2019年

#### FREAK White Day Premium Acoustic Live 2019
- 2019年3月9日(土)1部 18:30 / 2部 21:00　kawara CAFE＆DINING 福岡パルコ店

#### Live 2019 THE FREAK
- 2019年5月26日(日)開場16:00 開演17:00　Zepp Fukuoka

#### FREAK LIVE HOUSE TOUR 2019 －BRING BACK THE TIME－
- 2019年11月02日(土)開場18:00 / 開演19:00　代官山LOOP
- 2019年11月16日(土)開場18:00 / 開演19:00　長崎アストロホール
- 2019年11月17日(日)開場18:00 / 開演19:00　佐賀RAG-G
- 2019年11月23日(土)開場18:00 / 開演19:00　大分音楽館
- 2019年11月30日(土)開場18:00 / 開演19:00　鹿児島SR-HALL
- 2019年12月01日(日)開場18:00 / 開演19:00　宮崎SR-BOX
- 2019年12月08日(日)開場18:00 / 開演19:00　熊本Django
- 2019年12月17日(火)開場18:00 / 開演19:00　福岡BEAT STATION
- 2019年12月22日(日)開場18:00 / 開演19:00　小倉LIVE SPOT WOW
- 2019年12月28日(土)開場18:00 / 開演19:00　心斎橋FANJ twice

## 出演

### ラジオ
- FM福岡「FREAKのバリカタラナイト」（毎週木曜25:00-25:25、2017年4月5日 - 2017年9月29日）
- NBCラジオ佐賀「Radio FREAK」（毎週月曜21:50-、2017年7月3日-）

### テレビ
- RKB毎日放送「今日感テレビ日曜版」(毎週日曜12:54-)